# Vonkvrij gereedschap

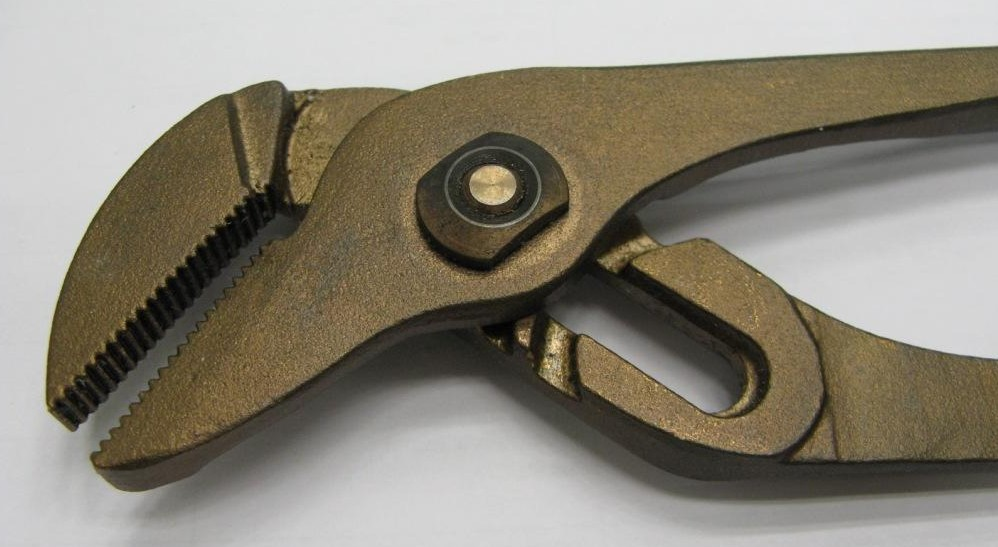
Tang van berylliumkoper

Vonkvrij gereedschap is vervaardigd van legeringen, die niet of nauwelijks op magnetisme reageren. Dat zijn bijvoorbeeld aluminiumbrons en berylliumkoper. Dit gereedschap is voor plaatsen bedoeld, waar de kans op brand of explosies aanwezig is. Een voorbeeld van vonkvrij gereedschap zijn de bijlen, die de brandweer gebruikt.